# Alles koscher!
Alles koscher! (Originaltitel The Infidel, englisch: Der Ungläubige) ist eine britische Filmkomödie aus dem Jahr 2010.

## Handlung
Der Muslim Mahmud Nasir lebt zusammen mit seiner Frau Saamiya, seinem Sohn Rashid und seiner Tochter Nabi im Londoner East End und nimmt die Vorschriften des Islam nicht besonders ernst. Rashid offenbart seinem Vater, dass er Uzma, die Stieftochter des fundamentalistischen Predigers Arshad Al-Masri, heiraten möchte. Um Al-Masris Zustimmung für die Hochzeit zu bekommen, müssen die Nasirs ihm gegenüber den Eindruck einer strenggläubigen muslimischen Familie erwecken.
Kurz darauf entdeckt Mahmud im Nachlass seiner kürzlich verstorbenen Mutter seine Adoptionsurkunde. Da er nichts von seiner Adoption wusste, stellt er weitere Nachforschungen an und findet heraus, dass sein Geburtsname Solly Shimshillewitz ist und seine biologischen Eltern Juden sind. Schockiert erzählt er dem jüdischen Taxifahrer Lenny Goldberg von seiner Herkunft, der ihm daraufhin den Aufenthaltsort seines leiblichen Vaters Izzy Shimshillewitz nennen kann. Dieser lebt in einem Altenheim. Mahmuds Versuch, ihn kennenzulernen, scheitert jedoch zunächst, da sein Vater todkrank ist und dessen Rabbi den Muslim nicht ohne Kenntnisse über den jüdischen Glauben zu ihm lassen will.
Ohne seiner Familie von seinen wahren Vorfahren zu erzählen, lässt er sich von Lenny die Grundlagen der jüdischen Kultur beibringen. Da dieser eine säkulare Lebensweise pflegt, lernt er aber nur wenig über die jüdische Religion. Er nimmt aber auch an einer Pro-Palästina-Demonstration teil, um Al-Masri zu imponieren, und verbrennt dort seine Kippa, die er versehentlich noch trug. Anschließend ist er zusammen mit Lenny Gast bei einer Bar Mitzwa. Mahmuds Frau Saamiya vermutet unterdessen aufgrund seiner häufig unerklärten Abwesenheit, von ihrem Mann betrogen zu werden.
Ein erneuter Versuch, seinen Vater besuchen zu dürfen, scheitert, weil Mahmud die Fragen des Rabbis über den jüdischen Glauben nicht beantworten kann. Auf dem Heimweg kommt es aus diesem Grund zum Streit mit seinem „Lehrer“ und er beschließt, seiner Familie die Wahrheit zu offenbaren. Als er zu Hause ankommt, ist jedoch überraschend Al-Masri zu Besuch. Die Familie Nasir gibt sich alle Mühe, als gute Muslime zu wirken, und hört sich einen islamischen Gesang des Predigers an. Während des Besuchs klingelt es dann an der Haustür und die Polizei nimmt Mahmud wegen seiner rassistischen Handlung – dem Verbrennen der Kippa – fest. Schockiert bekennt er vor laufenden Fernsehkameras, dass er selbst Jude ist. Zwar entgeht er damit der Verhaftung, Uzmas Stiefvater untersagt aber die geplante Hochzeit.
Enttäuscht verlässt ihn seine Familie und er zieht verzweifelt durch die Stadt, wo ihn Lenny findet und mit ihm erneut zum Altenheim fährt. Dort erfährt er, dass sein Vater soeben gestorben ist. Im Videorekorder des Verstorbenen finden sie eine Videokassette mit Aufnahmen von Mahmud, die Lenny dem Vater geschickt hatte. In seinen letzten Stunden hatte dieser noch Solly auf das Video geschrieben, seinen Sohn also wiedererkannt.
Mit neuem Mut besucht er eine Veranstaltung Al-Masris und beginnt eine Diskussion mit dem Fundamentalisten. Schließlich enthüllt er, dass Al-Masri in Wirklichkeit Gary Page ist – sein Lieblingssänger, der seit Jahren verschollen war und den er an seiner Stimme, einer nervösen Zuckung des Augenlids und an seinem Songtext (das von Gary Page gesungene Musikstück Close your eyes ist inhaltlich sehr ähnlich wie der islamische Gesang Al-Masris) wiedererkannt hatte. Der entlarvte Prediger flieht, Rashid und Uzma können endlich ihre Hochzeit feiern.

## Hintergrund
Der Film wurde im April 2010 auf dem Tribeca Film Festival gezeigt und kam am 9. April 2010 in die britischen Kinos. Es folgten unter anderem Aufführungen im Juli auf dem Durban International Film Festival und im November 2010 auf dem Torino Film Festival. Der deutsche Kinostart war am 30. Juni 2011.

## Rezeption
„Die Clash-of-Culture-Komödie geht erfrischend respektlos mit Hardlinern aus Judentum und Islam um und plädiert für religiöse Toleranz, leidet aber an den Schwächen der unglaubwürdigen Handlung. Trotz einiger guter Pointen eher eine Klamotte ohne erzählerischen Atem.“

## Auszeichnungen und Nominierungen
Evening Standard British Film Award 2011
- Nominierung für Omid Djalili für den Peter-Sellers-Preis